# Здоровцево
Здоровцево — село в Тутаевском районе Ярославской области России. В рамках организации местного самоуправления входит в Левобережное сельское поселение, в рамках административно-территориального устройства — относится к Помогаловскому сельскому округу.

## География
Расположено на берегу реки Чернуха в 17 километрах к северу от райцентра города Тутаева.

## История
Каменный храм с ярусной колокольней в селе был построен в 1814 году на средства прихожан на месте двух утраченных деревянных церквей XVIII века. Престолов было три: во имя Святой Живоначальной Троицы; во имя Рождества Пресвятой Богородицы; во имя святителя Николая, архиепископа Мир Ликийских, чудотворца.
В конце XIX — начале XX века село входило в состав Савинской волости Романово-Борисоглебского уезда Ярославской губернии.
С 1929 года село входило в состав Помогаловского сельсовета Тутаевского района, с 2005 года — в составе Левобережного сельского поселения.

## Население
| 1859 | 2002 | 2007 | 2010 |
| ---- | ---- | ---- | ---- |
| 34   | ↘12  | →12  | ↘9   |

### Известные жители
- Студитский, Александр Ефимович (1818—1861) — журналист, переводчик, автор учебников по русской грамматике.

## Достопримечательности
В селе расположена недействующая Церковь Троицы Живоначальной (1814).